# Lars-Magnus Lindgren
Lars-Magnus Lindgren, eigentlich Lars Magnus Lindgren (* 23. Juli 1922 in Västerås; † 23. November 2004 in Nacka), war ein schwedischer Regisseur und Drehbuchautor.

## Biografie
Lindgren absolvierte nach seiner Schulausbildung ein Ingenieurstudium. Danach begann er beim schwedischen Konzern Sandrews zu arbeiten, wo er mit der Herstellung von Werbefilmen beauftragt wurde und etwa 30 Kurzfilme produzierte. Sein Debüt als Regisseur in der Filmindustrie hatte er 1957 mit En drömmares vandring, einer Verfilmung der Biografie des Schriftstellers Dan Andersson. Dafür wurde er anschließend von dem schwedischen Wochenmagazin Folket i Bild mit dem Ermutigungspreis (Uppmuntringspris) ausgezeichnet.
Sein Film aus dem Jahr 1964 Lieber John (Käre John) wurde für den Oscar 1966 nominiert in der Kategorie Bester fremdsprachiger Film. Zu seinen weiteren bekanntesten Werken gehört der Film Svarta palmkronor von 1968, der auf der Erzählung des Schriftstellers Peder Sjögren von 1944 basiert. Nach einigen großen Erfolgen sowie Höhen und Tiefen in seiner Karriere hörte er  mit seiner Tätigkeit in der Filmproduktion auf. Sein letztes Drehbuch schrieb Lindgren zum Film Lejonet och jungfrun, in dem er zugleich die Regie führte und 1980 war er zum letzten Mal als Regisseur des FernsehfilmsStyv kuling tätig.

## Familie
Lars-Magnus Lindgren war der Sohn des schwedischen Ingenieurs Peter Lindgren, der auch Repräsentant und Vertreter des schwedischen Elektrotechnikunternehmens Allmänna Svenska Elektriska Aktiebolaget (ASEA) in der Sowjetunion war. und der Bruder des Schauspielers Peter Lindgren sowie der Onkel der Schauspielerin Monica Nielsen.
Lars-Magnus Lindgren war insgesamt dreimal verheiratet, zuerst mit Kerstin Lindgren (1927–2008), mit der er zwei gemeinsame Kinder hatte. In seiner zweiten Ehe war er mit der schwedischen Mode-Designerin und Model Gunilla Pontén (* 1929) verheiratet, mit der er eine gemeinsame Tochter hatte. Nach der Scheidung dieser Ehe heiratete er in dritter Ehe Vibeke Lindgren (* 1936), mit der er einen Sohn hatte, der mit der Schriftstellerin Mariette Glodeck verheiratet ist.

## Filmografie
Regie, Drehbuch
- 1957: En drömmares vandring (Mini-Fernsehserie)
- 1961: Änglar, finns dom?
- 1963: Kurragömma
- 1964: Lieber John (Käre John)
- 1966: Dr. Westers letzter Patient (Träfracken)
- 1968: Svarta palmkronor
- 1975: Lejonet och jungfrun
- 1980: Styv kuling (TV)